# Trevor Lloyd
Trevor Lloyd (Auckland, 1863. december 21 – Auckland, 1937. szeptember 11.) új-zélandi festő, illusztrátor, karikaturista.
Auckland Silverdale negyedében született, apja Henry Lloyd, anyja született Hanna Miles volt. Apja farmján nőtt fel, a rajzolást, festést alapvetően autodidakta módon sajátította el. A rézkarcok készítésével csak karrierje derekán kezdett foglalkozni, de gyorsan a mestere lett ennek a műfajnak.  Műveiben gyakran ábrázolta a vadregényes új-zélandi természeti szépségeket, különlegességeket. Sűrűn alkalmazott maori motívumokat. Az 1880-as évektől gyakran szerepelt műveivel az Auckland Society of Arts, majd 1927-ben az új-zélandi művészeti akadémia, a New Zealand Academy of Fine Arts kiállításain is.
1901-től 1905-ig, az újság bezárásáig a New Zealand Illustrated Magazine illusztrátora volt from November 1901). Később az Auckland Weekly News illetve a The New Zealand Herald illusztrátora, karikaturistája volt. 1936-ban vonult nyugalomba.
Úgy tartják, hogy Lloyd alkalmazta először a kivi madarat hazája nemzeti szimbólumaként, amikor karikatúrát készített az új-zélandi rögbiválogatott, az All Blacks 1905-ös angliai turnéjára. 
Auckland Mount Eden nevű villanegyedében építtette 1925–26-ban avantgárd házát, ami ma az új-zélandi műemlékvédelem oltalma alatt áll.
Lánya, Constance Lloyd, (1895–1982) szintén neves művész lett.
1983-ban Rotorua Museum of Art and History átfogó retrospektív kiállítással tisztelgett az új-zélandi kultúra fejlődésére hagy hatást gyakorló munkássága előtt.

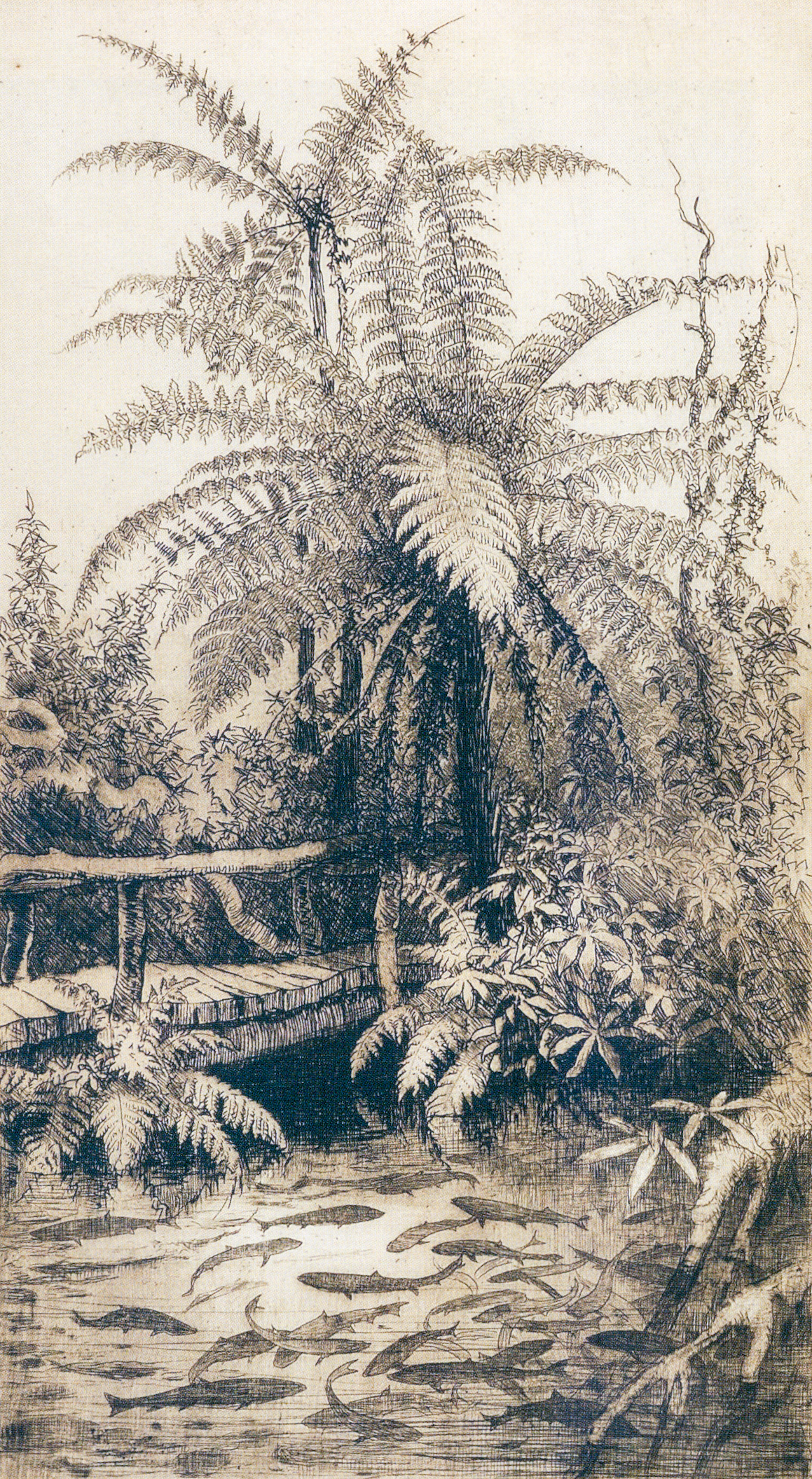
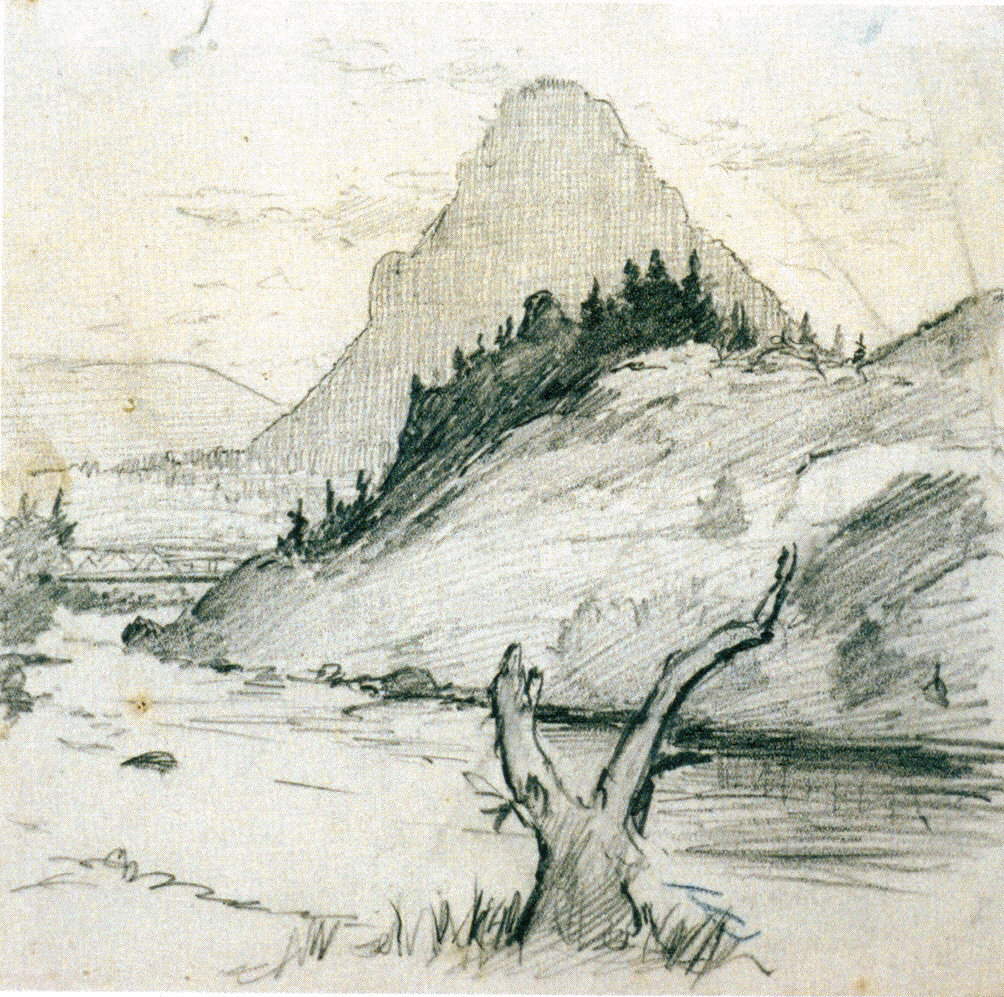
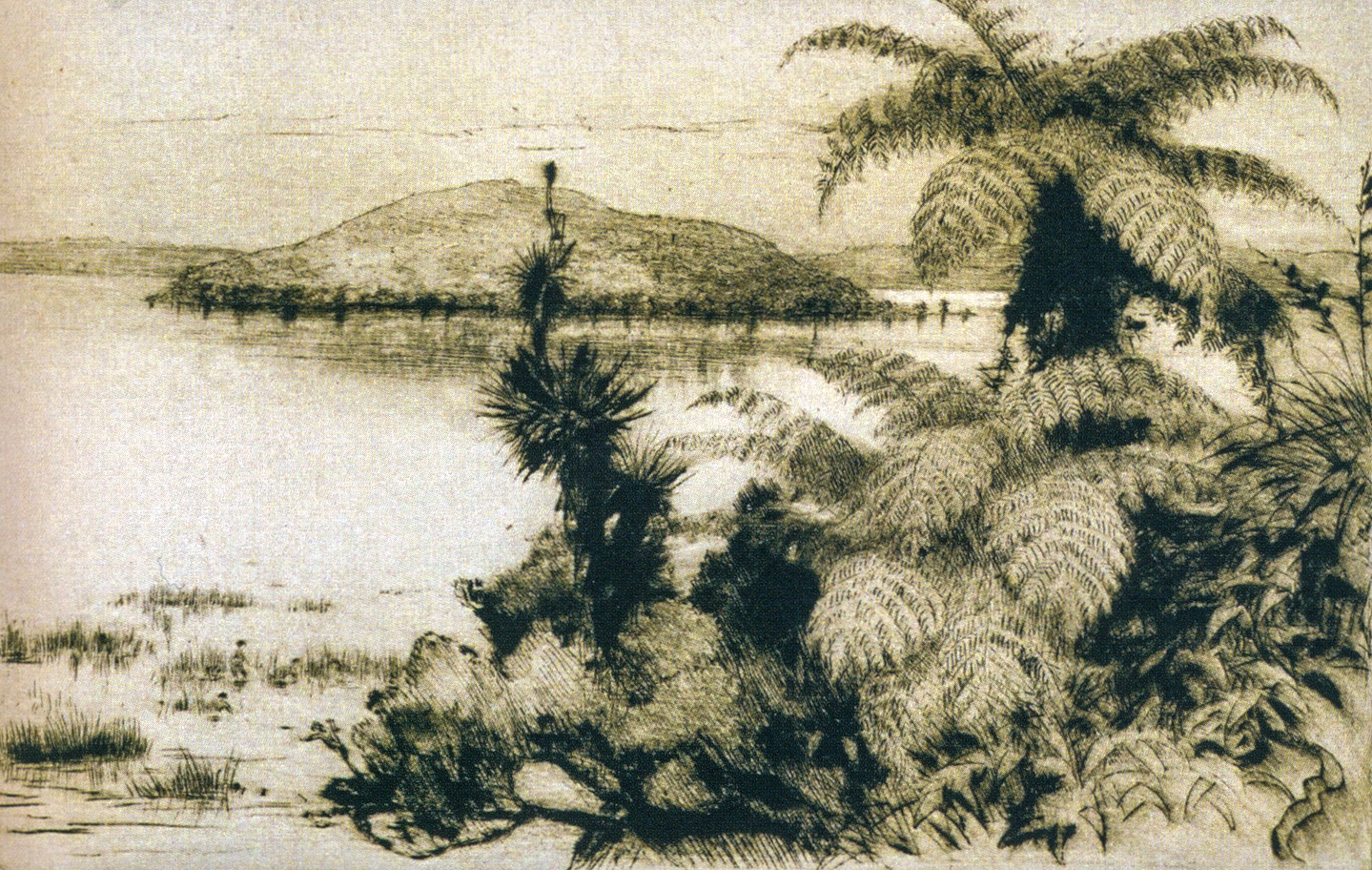
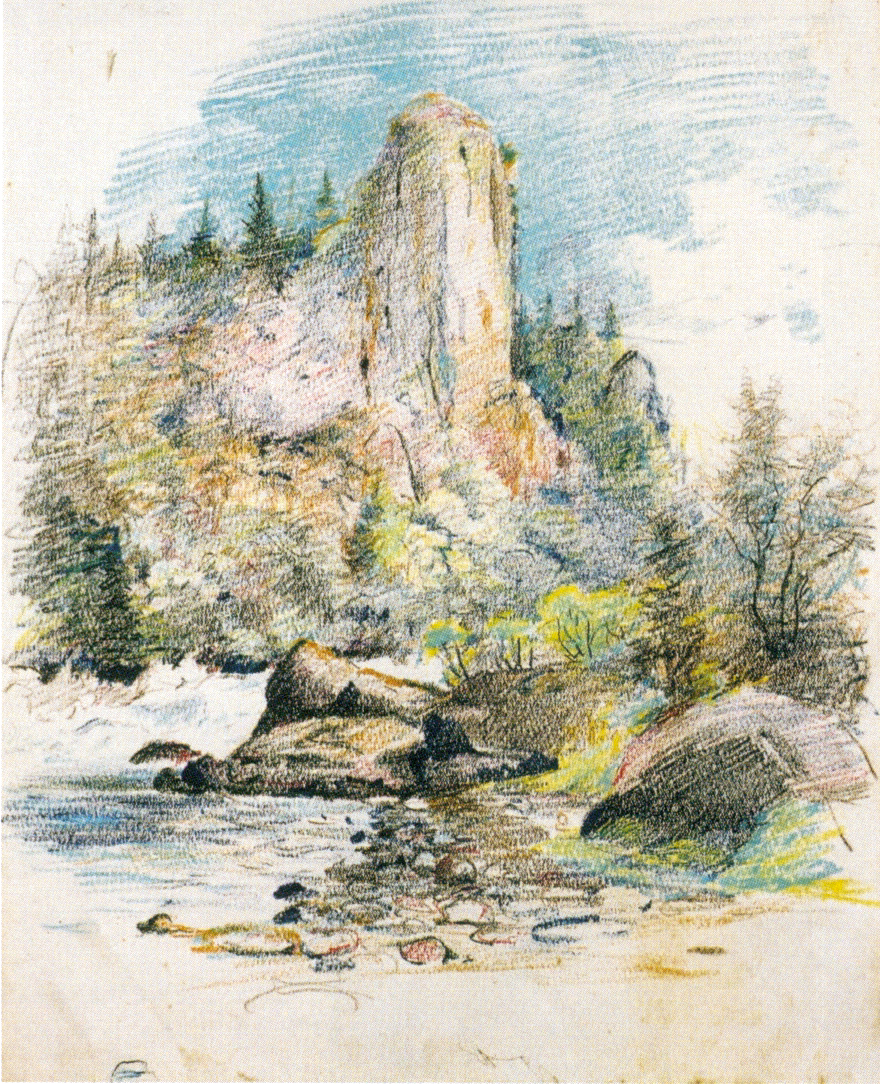

## Fordítás
- Ez a szócikk részben vagy egészben a Trevor Lloyd (artist) című angol Wikipédia-szócikk ezen változatának fordításán alapul.  Az eredeti cikk szerkesztőit annak laptörténete sorolja fel. Ez a jelzés csupán a megfogalmazás eredetét és a szerzői jogokat jelzi, nem szolgál a cikkben szereplő információk forrásmegjelöléseként.